# Nube orografica
La nube orografica (dal prefisso di origine greca oros, montagna) è una nube che si genera quando una massa d'aria incontra una catena montuosa e viene forzata a risalirla; ciò provoca diminuzione della temperatura che, in caso di discesa al di sotto della temperatura di rugiada, provoca la conseguente condensazione dell'acqua ivi contenuta, originando nubi e precipitazioni.
Una nube orografica può formarsi, tipicamente, in alta montagna, in seguito all'intenso riscaldamento del suolo roccioso nelle giornate serene, in regime di alta pressione estiva. L'intenso irraggiamento solare che si verifica nella mattinata (solitamente serena) causa un forte aumento di temperatura della massa d'aria a immediato contatto con il suolo nell'entroterra, provocando la sua ascesa forzata e il suo rimpiazzo con altra aria più fredda proveniente dal mare, originando le cosiddette brezze di mare); tale ascesa provoca un'espansione della massa d'aria e quindi una diminuzione della sua temperatura, e quando questa scende al di sotto del punto di rugiada la massa d'aria comincia a condensare, originando una nuvola cumuliforme, e talvolta veri e propri temporali. In normali situazioni di stabilità estiva, tali nubi orografiche si dissolvono solitamente durante la serata, venendo a cessare l'irraggiamento solare.